# В синем море, в белой пене…

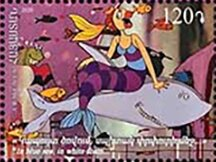
Почтовая марка Армении (2020)

«В синем море, в белой пене…» — советский рисованный мультфильм, созданный в 1984 году Робертом Саакянцем. Музыкальная фантазия на темы армянских народных сказок.
Известной стала песня из мультфильма «В море ветер, в море буря…» в исполнении Анаит Каначян.

## Сюжет
Мальчик с дедом во время морской рыбалки достают из своей сети запечатанный кувшин, из которого появляется морской царь. Он насильно забирает мальчика в подводное царство с целью сделать его учеником и наследником, женив на своей дочери. Мальчик не желает всю оставшуюся жизнь топить корабли с людьми, хотя это и сулит ему богатство. Делая вид, что соглашается на предложение морского царя, он обманом заставляет его залезть обратно в кувшин, после чего снова оказывается в лодке с дедом, а кувшин выбрасывает обратно в море. Кувшин попадает в аквариум, стоящий на морском дне, и остаётся там.

## Съёмочная группа
- По мотивам народной армянской сказки в обработке Ованеса Туманяна
- Автор сценария, режиссёр, художник-постановщик и мультипликатор: Роберт Саакянц
- Оператор: Алиса Кюрдиан
- Композитор: Роберт Амирханян
- Звукооператор: Карен Курдиян
- Ассистенты: И. Патрик, М. Адамян, Т. Хашманян, А. Карагаш
- Художники: З. Тангян, М. Газазян, Р. Саргсян, Н. Ахинян, С. Галстян, Г. Дилакян, Ю. Мурадян, К. Акопян
- Роли озвучивают:
  - Гарри Бардин — морской царь
  - Ярослава Турылёва — мальчик
  - Игорь Тарадайкин — дедушка
  - Анаит Каначян — дочь морского царя (вокал)